# 成城
成城（1715年—？），字衛宗，號成山，浙江仁和人，清朝官員，同進士出身。
乾隆二十五年（1760年）庚辰科進士。乾隆三十九年（1774年）以臺灣府海防兼南路理番同知擔任臺灣知府，後再擔任福建分巡臺灣兵備道，身兼三職。